# Морски лавови
Морски лавови су морски сисари карактеристични по ушним шкољкама, дугим перајима, краткој длаци и способности ходања. Заједно са фокама крзнашицама чине породицу Otariidae, ушатих фоки. Насељавају пространства од субарктичких до тропских вода, изузев сјевера Атлантског океана. Просјечни животни вијек морских лавова креће се између 20 и 30 година. Калифорнијски морски лав у просјеку има масу од око 300 килограма и дужину од 2,4 m. Највећи морски лав је Штелеров морски лав који тежи око 1000 килограма, а дуг је 3 метра.

## Таксономија
Морски лавови заједно са фокама крзнашицама чине породицу Otariidae, познате под заједничким именом ушате фоке. Донедавно морски лавови били су груписани под подфамилијом Otariinae, док су фоке крзнашице биле у подфамилији Arcocephalinae. Ова подјела била је заснована на најуочљивој карактеристици коју дијеле све крзнате фоке, а која одступа код морских лавова - густом крзненом прекривачу.
Скорашња генетска истраживања значајно указују да је Callornhinus, врста сјеверне крзнене фоке, ближе повезана са неким морским лавовима него са остатком рода крзнених фока (Arctocephalus). Због тога су подфамилије морских лавова и крзнених фока искључене из већине таксономијских подјела. Морски лавови су сродни моржевима и фокама. Поред тога, све крзнате фоке имају одређене заједничке облике - крзно, мање су величине, пливају даље и дуже, лове мањи и богатији плијен. Сви морски лавови имају неке заједничке карактеристике као што су грубо кратко крзно, већу запремину и лове већи плијен. На основу ових ставки, разлике су уочљивије.

## Интеракција са људима
Неке врсте морских лавова се лако могу дресирати и често су популарна атракција у зоолошким вртовима и акваријумима. 
Ријетке су појаве напада морских лавова на људе. У необичном нападу 2007. године у Аустралији, морски лав је скочио из воде и напао тринаестогодишњу сурферку. Други напад је спријечен брзом реакцијом присутних и евакуацијом дјевојчице. Локални морски биолог изнио је закључке да је сисар највјероватније дјевојчицу посматрао као “крпену лутку” са којом је желио да се игра. Посљедњих година, забиљежено је чешће присуство Калифорнијских лавова надомак обала града уз случајеве угриза одраслих агресивних мужјака.
У Мочика култури, морски лавови имају посебан значај и често су тема у умјетничком изражавању.

## Галерија
| Морски лавови надомак Мос Ландинга у Калифорнији | GiGi, a sea lion trained by the U.S. Navy for underwater recovery, nuzzles merchant mariner Capt. Arne Willehag of the USNS Sioux during a 1983 training session. |                              |                                |                                   |
| Морски лавови надомак обале Калифорније.         | Војни морски лав на броду америчке морнарице | Морски лав у Мемфис зоо врту | Поспано младунче морског лава. | Морски лав у Малибу у Калифорнији |